# Schecter Guitar Research
Schecter Guitar Research er en fabrikant af guitarer.

## Serier
Schecter fremstiller følgende serier af guitarer: 
- C-Serien
- S-Serien
- 00-Serien
- PT-Serien
- Tempest-Serien
- Hellcat-Serien
- Ultra-Serien
- Banshee-Serien
- Hellraiser-Serien
- Blackjack-Serien
- Omen-Serien
- Damien-Serien
- Aviaton-Serien

Herudover findes der også serier af guitare med dobbelt gribebræt, 7-strenget og baritones.

## Kunstnere
En del kendte, såvel som mindre kendte, kunstnere bruger Schecter elektriske og akustiske guitarer, samt basser, herunder:
- Jerry Horton (Papa Roach)
- Prince
- Tommy Lee
- Jeff Loomis (Nevermore)

| Firma | Spire Denne artikel om et firma eller en virksomhed i USA er en spire som bør udbygges. Du er velkommen til at hjælpe Wikipedia ved at udvide den. |